# Filarmónica de Szczecin
La Filarmónica de Szczecin, oficialmente Filarmónica Mieczysław Karłowicz (en polaco: Filharmonia im. Mieczysława Karłowicza), es la filarmónica de la ciudad de Szczecin (Polonia), fundada en 1948. En 2015, el nuevo edificio de la filarmónica recibió el Premio de Arquitectura Contemporánea de la Unión Europea – Premio Mies van der Rohe.

## Historia
El primer concierto de la filarmónica tuvo lugar el 25 de octubre de 1948 bajo la dirección de Felicjan Lasota. En 1958 la filarmónica recibió el nombre del renombrado compositor y director polaco Mieczysław Karłowicz (1876-1909). Hasta 2014 estaba situada en las habitaciones representativas de la Oficina Municipal, en la plaza Armii Krajowej. A partir del 14 de septiembre de 2014 la filarmónica tiene su sede en un edificio situado en el 48 de la calle Małopolska, diseñado por el Studio Barozzi Veiga de Barcelona.
Este edificio tiene una superficie de 13 000 m² y contiene una sala de conciertos principal con mil asientos, así como una sala más pequeña con capacidad para doscientos espectadores y varias salas de conferencias. Gracias a su característica forma, que recuerda a témpanos de hielo, y su fachada traslúcida de vidrio estriado, que le da al edificio un resplandor blanco por la noche, se ha convertido en un nuevo icono de la ciudad y ha recibido numerosos premios arquitectónicos, como el primer premio en los prestigiosos Eurobuild Awards de 2014 en la categoría de diseño arquitectónico del año o el Premio de Arquitectura Contemporánea de la Unión Europea – Premio Mies van der Rohe. En 2014, el compositor polaco Krzysztof Penderecki compuso una fanfarria para la ceremonia de inauguración del nuevo edificio, que fue interpretada por la Orquesta Filarmónica de Szczecin.

## Galería de imágenes

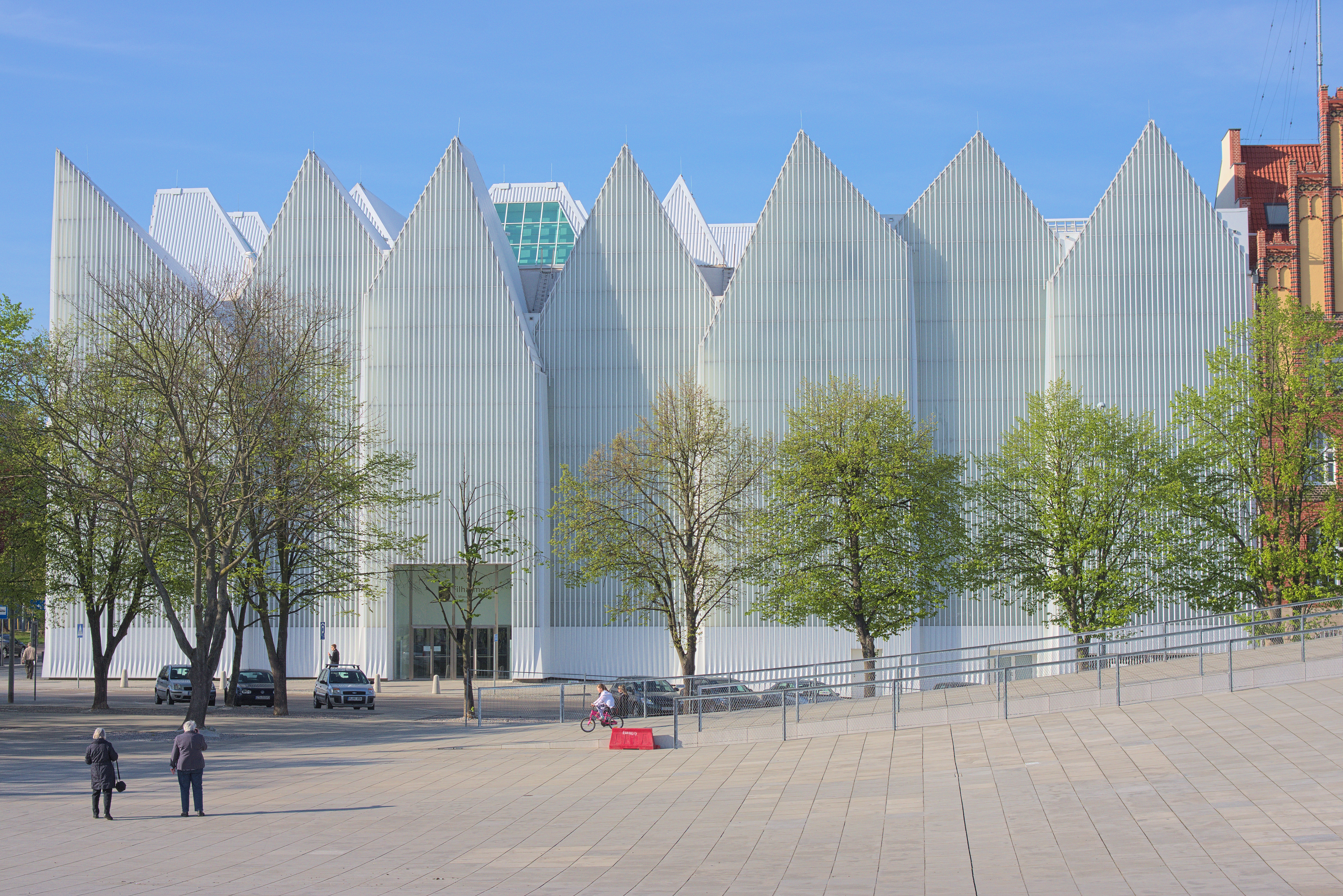
La Filarmónica de Szczecin desde la plaza Solidarności.
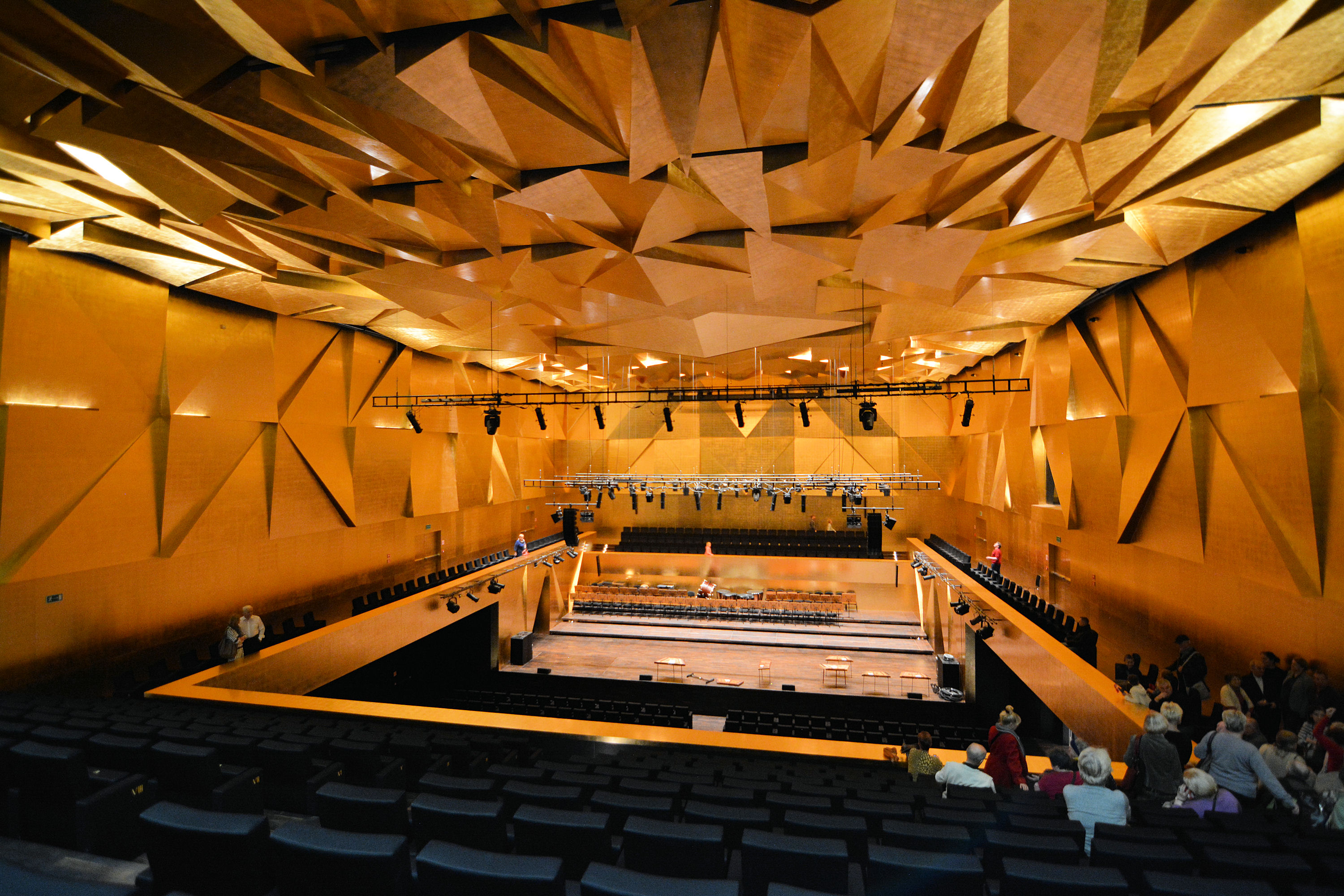
La sala principal de la Filarmónica de Szczecin.
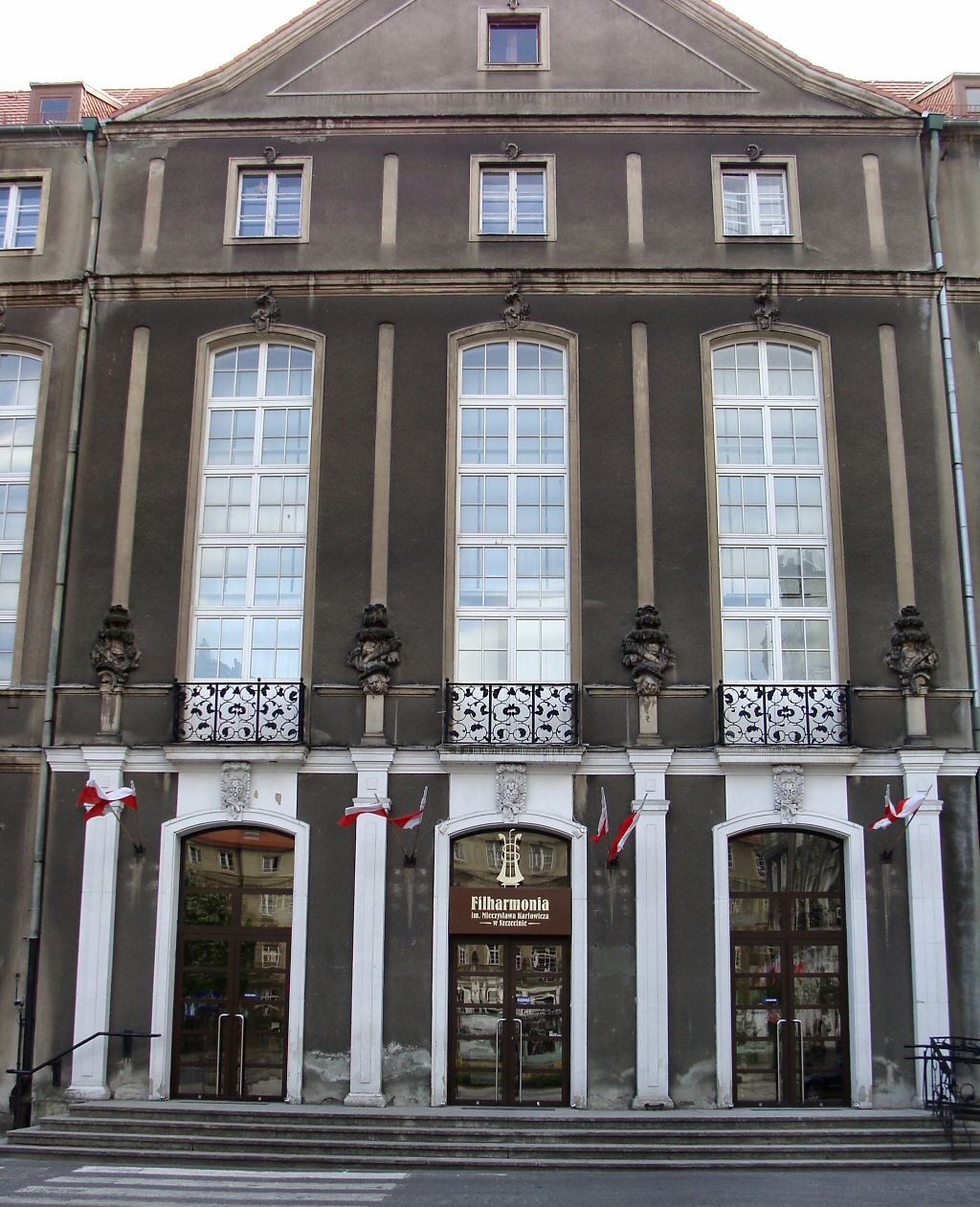
La entrada al antiguo edificio de la Filarmónica de Szczecin en la plaza Armii Krajowej.
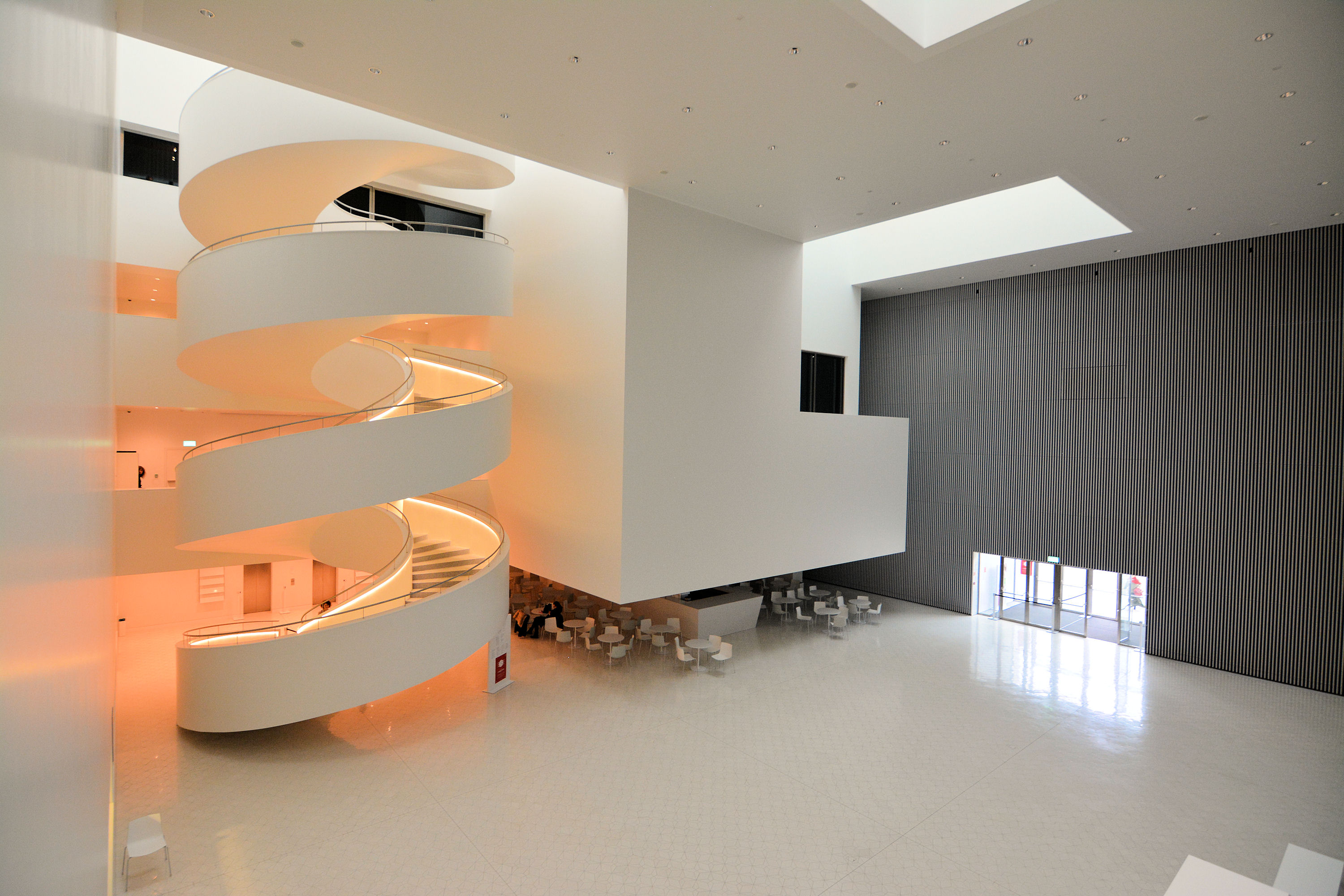
El interior del nuevo edificio.